# Jorge Víctor Sueiro
Jorge Víctor Sueiro (Ribasar, Rois, La Coruña, 1929 - Madrid, 25 de enero de 1991) fue un periodista y escritor español.
Como periodista trabajó en La Noche, de Santiago de Compostela; El Ideal Gallego, de La Coruña; Faro de Vigo y La Voz de Asturias, de Oviedo. Fue subdirector de la agencia Pyresa, y redactor jefe de Televisión Española.
Interesado en la gastronomía, especialmente en la gallega, colaboró con varias revistas especializadas en el tema, como los libros Comer en Galicia, Aguardiente, licores y queimadas, Galicia, las mil y una fiestas, Galicia, romería interminable y Os esmorgantes, estos dos últimos en colaboración con la periodista Amparo Nieto, su esposa. Coordinó asimismo el grupo Amigos de la Cocina Gallega.
Falleció en Madrid en 1991 después de una larga enfermedad.